# 中航电子
中航航空电子系统股份有限公司 (上交所：600372)，簡稱中航电子。中航电子前身为江西昌河汽车股份有限公司（简称昌河股份）。中航电子成立于2007年，隶属于中国航空工业集团公司(特大型央企)，地处北京市海淀区中关村航空科技园区。中航工业电子是领先的航空电子系统及设备供应商。
1999年，江西昌河汽车股份有限公司成立，並于2001年在上海證券交易所上市。
2009年12月，昌河股份重组，更名为中航航空电子设备股份有限公司。上市公司简称变更为“中航电子”。

## 連結
- 中航航空电子有限公司